# Chhibramau
Chhibramau is een stad en gemeente in het district Kannauj van de Indiase staat Uttar Pradesh. 

## Demografie
Volgens de Indiase volkstelling van 2001 wonen er 50.279 mensen in Chhibramau, waarvan 53% mannelijk en 47% vrouwelijk is. De plaats heeft een alfabetiseringsgraad van 63%. 